# پژوووکا (استان پودلاسکی)
پژوووکا (به لهستانی:  Przewłoka) یک روستا در لهستان است که در گمینا بیاووویژا واقع شده‌است. پژوووکا ۱۰ نفر جمعیت دارد.